# Euglypha ciliata
Euglypha ciliata ist eine in Süßwasser lebende Schalenamöbe, die zur Gruppe der Cercozoa gehört.
Ihre Schale besteht aus Kieselschuppen, die sich deutlich überdecken. Sie trägt kurze Stacheln. Rund um die Mündung der Schale sind 6 bis 14 Zähnchen angeordnet, die jeweils einen aufgesetzten Buckel besitzen. Die Schalenamöben sind 60 bis 100 Mikrometer groß und leben in Torfmoosen, nassen Moosen und auf Wasserpflanzen in Waldteichen auch in Mitteleuropa und kommen häufig vor.

## Belege
- Heinz Streble, Dieter Krauter: Das Leben im Wassertropfen. Mikroflora und Mikrofauna des Süßwassers. Ein Bestimmungsbuch. 10. Auflage. Kosmos, Stuttgart 2006, ISBN 3-440-10807-4, S. 236.